# Opt sorbi
Opt sorbi (în ucraineană Вісім берек, transliterat: Visim berek) este o arie protejată de importanță locală din raionul Adâncata, regiunea Cernăuți (Ucraina), situată la est de satul Valea Cosminului. Este administrat de „Silvicultura Cernăuți” (parcelele 1/9).
Suprafața ariei protejate constituie 7,7 hectare, fiind creată în anul 1979 prin decizia comitetului executiv regional. Statutul a fost acordat pentru protejarea unei porțiuni de pădure (cea mai mare parte – fag), în care cresc 8 copaci de sorb cu vârsta de 120 ani.